# Tototlán (kommun)
Tototlán är en kommun i Mexiko.   Den ligger i delstaten Jalisco, i den centrala delen av landet, 400 km väster om huvudstaden Mexico City. Antalet invånare är 19 710. Arean är 293 kvadratkilometer.
Terrängen i Tototlán är huvudsakligen kuperad, men den allra närmaste omgivningen är platt.
Följande samhällen finns i Tototlán:
- Tototlán
- Nuevo Refugio de Afuera
- El Dique
- La Ladera
- Palo Dulce
- Cuesta de Ovejas
- El Ranchito
- La Isla
- Morales de Guerrero
- La Luz
- La Tiricia
- Cuesta Chica
- La Floreña
- San Ramón
- San José del Monte